# Finale della UEFA Europa League 2020-2021
La finale della 12ª edizione della Europa League si è disputata il 26 maggio 2021 allo Stadio Energa Gdańsk di Danzica, in Polonia, tra gli spagnoli del Villarreal e gli inglesi del Manchester Utd.
La partita si sarebbe dovuta disputare allo Stadio Ramón Sánchez Pizjuán di Siviglia ma, a causa dello spostamento della finale del 2020 per via della pandemia di COVID-19, le sedi già selezionate sono slittate all'anno successivo, comportando l'assegnazione a Danzica della finale del 2021.
La finale, arbitrata dal francese Clément Turpin, ha visto la vittoria degli spagnoli che si sono imposti ai tiri di rigore per 11-10 sugli inglesi, dopo che i tempi supplementari si erano conclusi sull'1-1, conquistando il trofeo per la prima volta in assoluto. Il Villarreal ha così ottenuto il diritto di giocare contro i vincitori della UEFA Champions League 2020-2021, gli inglesi del Chelsea, nella Supercoppa UEFA 2021 e di qualificarsi, inoltre, direttamente alla fase a gironi della UEFA Champions League 2021-2022.

## Le squadre
| Squadre        | Partecipazioni precedenti (il grassetto indica la vittoria) |
| -------------- | ----------------------------------------------------------- |
| Villarreal     | Nessuna                                                     |
| Manchester Utd | 1 (2017)                                                    |

## Antefatti
La finale del 2021 è il quinto incontro in competizioni UEFA tra Villarreal e Manchester Utd, dopo i precedenti nelle fasi a gironi della Champions League 2005-2006 e 2008-2009, terminati curiosamente tutti in parità a reti inviolate. Per gli spagnoli si tratta della prima presenza nell'atto conclusivo della competizione, nonché della prima assoluta a livello europeo, mentre per l'allenatore Unai Emery è la quinta apparizione complessiva (record), dopo i trascorsi alla guida di Siviglia (2014, 2015 e 2016) e Arsenal (2019). Per gli inglesi si tratta invece della seconda finale nella manifestazione, dopo quella vinta nel 2017, mentre per il tecnico Ole Gunnar Solskjær è la prima apparizione in assoluto.

## Sede
La partita si è giocata allo Stadio Energa Gdańsk di Danzica, in Polonia. Alla riunione del Comitato Esecutivo UEFA a Kiev nel maggio 2018, lo stadio era stato inizialmente selezionato per ospitare la finale del 2020, ma, a causa dello spostamento della stessa per via della pandemia di COVID-19, le sedi già selezionate sono slittate all'anno successivo, comportando l'assegnazione a Danzica della finale del 2021.
Questa è stata la prima partita UEFA per club ospitata nello stadio, che è stata una delle sedi di UEFA Euro 2012. È stata la seconda finale di una competizione UEFA per club ad essere giocata in Polonia, dopo la gara conclusiva dell'UEFA Europa League 2014-2015 che è stata giocata al National Stadium di Varsavia. Quando lo stadio è stato selezionato per ospitare la finale del 2020, era noto come Stadion Energa Gdańsk, quindi a causa delle norme di sponsorizzazione UEFA, i materiali di marketing per la partita si riferivano alla sede come Stadio di Gdańsk. Sebbene l'accordo di sponsorizzazione con Energa sia stato concluso nel novembre 2020, lo stadio ha continuato a essere conosciuto come Stadio di Danzica in occasione della finale.

### Selezione della Sede
È stato indetto un bando libero dalla UEFA il 22 settembre 2017 per selezionare le sedi delle finali di UEFA Champions League, UEFA Europa League e UEFA Women's Champions League del 2020. Le federazioni avevano tempo fino al 31 ottobre 2017 per esprimere il loro interesse, e i fascicoli delle offerte dovevano essere presentati entro il 1º marzo 2018. Non è stato concesso partecipare al bando per la finale della UEFA Europa League 2020 alle federazioni che ospitano le partite di UEFA Euro 2020.
Il 3 novembre 2017 la UEFA ha annunciato che due federazioni avevano espresso l'interesse di ospitare la finale della UEFA Champions League 2020.
| Nazione    | Stadio               | Città   | Capacità | Note                                                   |
| ---------- | -------------------- | ------- | -------- | ------------------------------------------------------ |
| Polonia    | Stadio Energa Gdańsk | Danzica | 43 615   |                                                        |
| Portogallo | Stadio do Dragão     | Porto   | 50 035   | Selezionato anche per ospitare la Supercoppa UEFA 2020 |

Lo Stadion Energa Gdańsk di Danzica è stato selezionato dal Comitato Esecutivo UEFA durante il loro incontro a Kiev il 24 maggio 2018.
Il 17 giugno 2020, il Comitato Esecutivo UEFA ha annunciato che, a causa del rinvio e del trasferimento della finale del 2020, Danzica avrebbe ospitato la finale del 2021.

## Il cammino verso la finale

### Villarreal
Il Villarreal di Unai Emery viene inserito nel gruppo I con gli azeri del Qarabağ, gli israeliani del Maccabi Tel Aviv e i turchi del Sivasspor. Nell'incontro d'esordio, gli spagnoli battono per 5-3 in casa il Sivasspor, prima di imporsi anche in trasferta sul Qarabağ col risultato di 3-1; nella doppia sfida contro il Maccabi Tel Aviv arrivano una vittoria interna per 4-0 e un pareggio esterno per 1-1. Il girone si chiude con due trionfi: quello in trasferta per 1-0 sul campo dei turchi e quello casalingo per 3-0 ai danni degli azeri, quest'ultimo assegnato a tavolino per via dell'ingente numero di positività al COVID-19 che aveva colpito la formazione avversaria, i quali determinano il primo posto in classifica con 16 punti conquistati, frutto appunto di cinque successi ed un pari.
Nei sedicesimi di finale, il Villarreal è sorteggiato con gli austriaci del Salisburgo, eliminati con un risultato complessivo di 4-1 tra andata, vinta per 2-0 in trasferta, e ritorno, trionfato per 2-1 in casa. Agli ottavi di finale, gli spagnoli incontrano gli ucraini della Dinamo Kiev, battendoli con un aggregato totale di 4-0 nel doppio confronto, imponendosi per 2-0 sia nel match esterno che in quello casalingo. Ai quarti di finale, gli iberici incrociano i croati della Dinamo Zagabria, superandoli con un computo globale di 3-1 nella doppia sfida, determinato dal successo per 1-0 allo stadio Maksimir e da quello per 2-1 allo stadio della Ceramica. Nella semifinali, il Submarino Amarillo affronta gli inglesi dell'Arsenal, eliminandoli con un risultato complessivo di 2-1 nel doppio incrocio, vincendo per 2-1 a Vila-real nella gara d'andata (decidono le reti di Manu Trigueros e Raúl Albiol) e pareggiando per 0-0 in quella di ritorno a Londra. Per i castigliani si tratta della prima finale nella manifestazione, oltre che della prima assoluta in ambito continentale, diventando l'ottavo club spagnolo a raggiungerne l'atto conclusivo.

### Manchester Utd
Il Manchester Utd di Ole Gunnar Solskjær è inserito nel gruppo H di Champions League insieme ai francesi del Paris Saint-Germain, ai tedeschi del RB Lipsia e ai turchi dell'İstanbul Başakşehir. Nella partita di debutto, gli inglesi vincono per 2-1 in trasferta contro il Paris Saint-Germain, prima di superare anche l'RB Lipsia con un roboante 5-0 in casa; nella doppia sfida contro l'İstanbul Başakşehir arrivano un'inaspettata sconfitta esterna per 2-1 e un trionfo interno per 4-1. Il girone si completa tuttavia con due battute d'arresto: quella casalinga per 3-1 ad opera dei francesi e quella in trasferta per 3-2 sul terreno dei tedeschi, che sanciscono il terzo posto in classifica con 9 punti conquistati, derivanti appunto da tre vittorie e tre sconfitte, e che causano dunque il ripescaggio in Europa League.
Nei sedicesimi di finale, il Manchester Utd viene sorteggiato contro gli spagnoli della Real Sociedad, eliminati con un risultato complessivo di 4-0 tra andata, vinta in trasferta per 4-0 e giocata in campo neutro a causa delle restrizioni vigenti all'epoca in Spagna nei confronti dei viaggiatori provenienti dal Regno Unito riguardo la pandemia di COVID-19, e ritorno, pareggiato per 0-0 in casa. Agli ottavi di finale, gli inglesi incrociano gli italiani del Milan, battendoli con aggregato totale di 2-1 nel doppio confronto, determinato dal pari casalingo per 1-1 e dal successo esterno per 1-0 (decide il gol di Paul Pogba). Ai quarti di finale, i britannici affrontano gli spagnoli del Granada, superandoli con un computo globale di 4-0 nella doppia sfida, imponendosi per 2-0 sia allo stadio nuovo de Los Cármenes, sia all'Old Trafford. Nelle semifinali, i Red Devils incontrano gli italiani della Roma, eliminandoli con un risultato complessivo di 8-5 nel doppio incrocio, vincendo con un tennistico 6-2 a Manchester nella gara d'andata e perdendo in modo ininfluente per 3-2 in quella di ritorno nella città capitolina. Per i mancuniani si tratta della seconda finale nella competizione, a distanza di quattro anni dall'ultima disputata.

### Tabella riassuntiva del percorso
Note: In ogni risultato sottostante, il punteggio della finalista è menzionato per primo. (C: Casa; T: Trasferta; N: Neutro)
| Squadra          | Pt | G |
| ---------------- | -- | - |
| Villarreal       | 16 | 6 |
| Maccabi Tel Aviv | 11 | 6 |
| Sivasspor        | 6  | 6 |
| Qarabağ          | 1  | 6 |

| Squadra             | Pt | G |
| ------------------- | -- | - |
| Paris Saint-Germain | 12 | 6 |
| RB Lipsia           | 12 | 6 |
| Manchester Utd      | 9  | 6 |
| İstanbul Başakşehir | 3  | 6 |

## Contesto
Allo Stadio Energa Gdańsk di Danzica va in scena la finale tra Villarreal, alla prima presenza nell'atto conclusivo della competizione, nonché prima in assoluto a livello europeo, e Manchester Utd, che gioca la sua seconda finale di Europa League dopo quella vinta nel 2017. L'allenatore degli spagnoli Emery schiera la squadra con il 4-3-3: davanti al portiere Rulli, la linea difensiva a quattro è composta da Foyth e Pedraza come terzini e dal capitano Albiol e Torres come difensori centrali. A centrocampo Capoue è il mediano davanti alla difesa, con ai suoi lati Parejo e Trigueros, mentre il tridente offensivo è formato da Yéremi Pino e Gerard Moreno a supporto dell'unica punta Bacca. Il tecnico degli inglesi Solskjær opta invece per il 4-2-3-1: davanti a de Gea, la linea difensiva a quattro è formata da Wan-Bissaka e Shaw come terzini e da Lindelöf e Bailly (quest'ultimo sostituto dell'indisposto Maguire) come difensori centrali. In mediana Pogba è affiancato da McTominay, mentre il trio di trequartisti è composto da Rashford, Greenwood e il capitano Fernandes alle spalle del centravanti Cavani.

## La partita

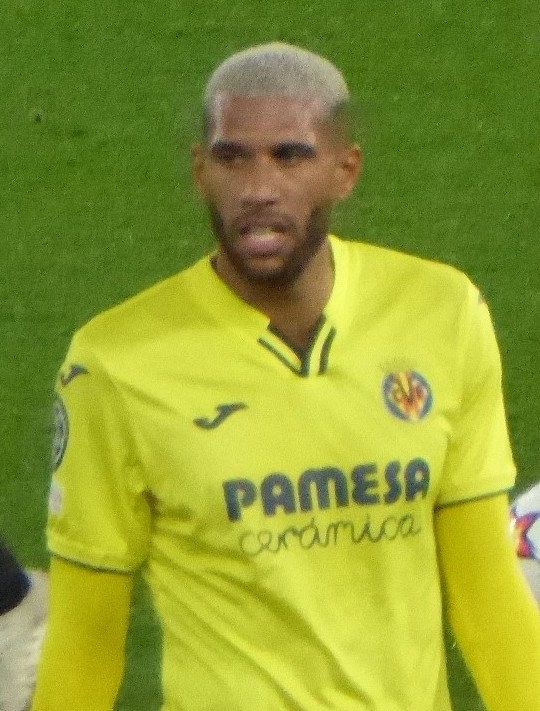
Étienne Capoue, autore di un'ottima prestazione difensiva e premiato come MVP della finale.

La partita inizia con il Manchester Utd che spinge nell'area avversaria, rendendosi pericoloso con due conclusioni dalla distanza di McTominay e Shaw, terminate fuori dallo specchio della porta, e costringendo il Villarreal a chiudersi in difesa. Al 29' gli spagnoli trovano però la deviazione vincente di Gerard Moreno su una punizione battuta da Parejo e passano in vantaggio alla prima occasione. Dopo un insidioso, ma non fruttifero, spunto di Greenwood all'interno dell'area iberica, il primo tempo finisce 1-0 con gli inglesi che, nonostante il maggior possesso palla, non riescono a creare reali occasioni.
Nel secondo tempo il Manchester Utd continua a spingere in attacco, trovando il gol del pareggio al 55' con Cavani: sugli sviluppi di un calcio d'angolo, Rashford conclude al volo di prima intenzione e, complice un rimpallo in area tra Pedraza e McTominay, il pallone giunge ai piedi dell'attaccante uruguaiano, che da pochi metri supera il portiere Rulli e fissa il risultato sull'1-1. Raggiunta la parità, gli inglesi continuano a controllare il gioco e vanno vicini al raddoppio con un colpo di testa di Cavani, respinto tuttavia da un ottimo riflesso del difensore Torres. Gli spagnoli fanno valere una buona difesa nei restanti minuti, soprattutto con l'apporto di Capoue, e riescono a mantenere invariato il punteggio finale, rendendo dunque necessaria la disputa dei tempi supplementari.
I due tempi addizionali si rivelano avari di emozioni, causa stanchezza e nervi tesi da ambo le parti, dove è da segnalarsi solamente un tiro del subentrato Alberto Moreno, finito alto sopra la traversa, e una punizione di Parejo, sventata dal portiere de Gea, a favore dei castigliani ed una temibile incursione centrale di Rashford, controllata dalla difesa avversaria, da parte dei mancuniani. La gara si protrae così ai tiri di rigore per la prima volta dopo sette anni.
Alla lotteria dei rigori, entrambe le squadre segnano i primi cinque penalty, andando ad oltranza. Dopo un'incredibile sequenza di dieci rigori complessivi realizzati per parte, all'undicesima coppia di tiri è il turno dei portieri: Rulli, dopo aver segnato il proprio rigore, para anche quello decisivo del collega de Gea, concludendo la partita sul risultato di 11-10 (nel computo totale 12 -11) e regalando cosi la prima storica Europa League al Villarreal, nonché il primo titolo continentale in assoluto.

## Tabellino

### Dettagli
La squadra "di casa" (ai fini amministrativi) è stata determinata da un sorteggio aggiuntivo effettuato dopo il sorteggio dei quarti di finale.
| Arbitro: | Clément Turpin |

|                                                                                                  |                        |                                                                                                |
| G. Moreno 29’                                                                                    | Marcatori              | 55’ Cavani                                                                                     |
| G. Moreno Dani Raba Paco Alcácer A. Moreno Parejo Gómez Raúl Albiol Coquelin Gaspar Torres Rulli | Tiri di rigore 11 – 10 | Juan Mata Alex Telles Bruno Fernandes Rashford Cavani Fred James Shaw Tuanzebe Lindelöf De Gea |

| Villarreal | Manchester United |

| P               | 13 | Gerónimo Rulli    |     |        |
| D               | 8  | Juan Foyth        | 84’ | 88’    |
| D               | 3  | Raúl Albiol       |     |        |
| D               | 4  | Pau Torres        |     |        |
| D               | 24 | Alfonso Pedraza   |     | 88’    |
| C               | 5  | Daniel Parejo     |     |        |
| C               | 25 | Étienne Capoue    | 54’ | 120+3’ |
| C               | 14 | Manu Trigueros    |     | 77’    |
| A               | 7  | Gerard Moreno     |     |        |
| A               | 9  | Carlos Bacca      |     | 60’    |
| A               | 30 | Yeremi Pino       |     | 77’    |
| A disposizione: |    |                   |     |        |
| P               | 1  | Sergio Asenjo     |     |        |
| D               | 2  | Mario Gaspar      |     | 88’    |
| D               | 6  | Ramiro Funes Mori |     |        |
| D               | 15 | Pervis Estupiñán  |     |        |
| D               | 18 | Alberto Moreno    |     | 88’    |
| D               | 20 | Rubén Peña        |     |        |
| D               | 21 | Jaume Costa       |     |        |
| C               | 12 | Dani Raba         |     | 120+3’ |
| C               | 19 | Francis Coquelin  |     | 60’    |
| C               | 23 | Moi Gómez         |     | 77’    |
| A               | 17 | Paco Alcácer      |     | 77’    |
| A               | 34 | Fer Niño          |     |        |
| Allenatore:     |    |                   |     |        |
| Unai Emery      |    |                   |     |        |

| P                   | 1  | David de Gea      |      |        |
| D                   | 29 | Aaron Wan-Bissaka |      | 120+3’ |
| D                   | 2  | Victor Lindelöf   |      |        |
| D                   | 3  | Eric Bailly       | 82’  | 116’   |
| D                   | 23 | Luke Shaw         |      |        |
| C                   | 6  | Paul Pogba        |      | 116’   |
| C                   | 39 | Scott McTominay   |      | 120+3’ |
| C                   | 11 | Mason Greenwood   |      | 100’   |
| C                   | 18 | Bruno Fernandes   |      |        |
| C                   | 10 | Marcus Rashford   |      |        |
| A                   | 7  | Edinson Cavani    | 113’ |        |
| A disposizione:     |    |                   |      |        |
| P                   | 13 | Lee Grant         |      |        |
| P                   | 26 | Dean Henderson    |      |        |
| D                   | 5  | Harry Maguire     |      |        |
| D                   | 27 | Alex Telles       |      | 120+3’ |
| D                   | 33 | Brandon Williams  |      |        |
| D                   | 38 | Axel Tuanzebe     |      | 116’   |
| C                   | 8  | Juan Manuel Mata  |      | 120+3’ |
| C                   | 17 | Fred              |      | 100’   |
| C                   | 19 | Amad Diallo       |      |        |
| C                   | 21 | Daniel James      |      | 116’   |
| C                   | 31 | Nemanja Matić     |      |        |
| C                   | 34 | Donny van de Beek |      |        |
| Allenatore:         |    |                   |      |        |
| Ole Gunnar Solskjær |    |                   |      |        |